# 점촌중학교
점촌중학교(店村中學校)는 대한민국 경상북도 문경시 모전동에 있는 사립 중학교이다.

## 학교 연혁
- 1952년 10월 14일 : 계명학원 설립
- 1954년 12월 24일 : 재단법인 점촌학원 설립
- 1954년 12월 24일 : 재단법인 점촌학원 초대 이사장 박시복 취임
- 1955년 2월 16일 : 점촌중학교 설립 인가(6학급)
- 1955년 2월 17일 : 초대 교장 노병태 취임
- 1955년 4월 8일 : 개교식 거행
- 1964년 2월 15일 : 학교법인 점촌학원으로 조직 변경
- 1976년 7월 3일 : 신축교사 3층 28개 교실 준공
- 1976년 11월 10일 : 학급증설 15학급 인가
- 1983년 5월 10일 : 효산관(체육관) 준공
- 1989년 4월 8일 : 교지 창간호 발간
- 1998년 5월 14일 : 학교법인 점촌학원 제10대 이사장 이건선 취임
- 2002년 5월 6일 : 급식실 준공
- 2005년 12월 28일 : 신관 및 문우서관 준공
- 2007년 12월 28일 : 대운동장 인조 잔디 축구장 공사 조성
- 2011년 8월 10일 : 교과부 선진형 교과교실제 선정
- 2012년 2월 23일 : 사교육절감형 창의경영학교 선정
- 2012년 8월 21일 : 자율학교 지정
- 2021년 9월 1일 : 제10대 교장 이현석 취임
- 2024년 2월 8일 : 제67회 졸업(졸업생 99명, 총 인원 12,662명)
- 2024년 3월 4일 : 제70기 입학식(신입생 101명)
- 2024년 9월 1일 :제 11대 교장 조두희 취임

## 참고 자료
- 점촌중학교 - 한국교육학술정보원 학교알리미